# 76-мм дивизионная пушка образца 1939 года (УСВ)
76-мм пушка образца 1939 года (УСВ, Ф-22-УСВ, индекс ГАУ — 52-П-254Ф) — советская дивизионная пушка периода Второй мировой войны.

## Описание конструкции
Орудие имело современную на момент создания конструкцию с раздвижными станинами, подрессориванием и металлическими колёсами с резиновыми шинами, заимствованными от грузового автомобиля ЗИС-5. Оно оснащалось полуавтоматическим вертикальным клиновым затвором, гидравлическим тормозом отката, гидропневматическим накатником; длина отката переменная. Люлька корытообразная, типа «Бофорс». Прицел и механизм вертикального наведения располагались с разных сторон ствола. Камора была рассчитана на стандартную гильзу образца 1900 года, соответственно, орудие могло стрелять всеми боеприпасами для 76-мм дивизионных и полковых орудий.

## История создания
В 1937 году с идеями универсализма было покончено; их апологеты лишились должностей, а в ряде случаев — и жизней. Военное руководство страны осознало, что армия перед надвигающейся мировой войной не имеет удовлетворительного дивизионного орудия, поскольку 76-мм дивизионная пушка образца 1902/30 годов явно устарела, а новая 76-мм дивизионная пушка образца 1936 года (Ф-22) имела ряд крупных недостатков. Самым простым решением в данной ситуации являлось создание нового, современного орудия с баллистикой пушки обр. 1902/30 гг., что позволяло использовать огромные запасы боеприпасов к этому орудию.

Выстрелы УСВ: 1 — с бронебойным снарядом 53-БР-350А, 2 — с бронебойным снарядом 53-БР-350Б, 3 — с подкалиберным снарядом 53-БР-354П, 4 — с осколочно-фугасным снарядом 53-ОФ-350, 5 — со шрапнелью 53-Ш-354Т, 6 — с дымовым 53-Д-350

В марте 1937 выдаются новые тактико-технические задания (ТТЗ) на дивизионное орудие: угол возвышения должен был составлять 45°, вес орудия в боевом положении — не более 1500 кг. К работе над новым орудием приступили три артиллерийских конструкторских бюро (КБ) — Кировского завода под руководством И. А. Маханова, завода № 92 под руководством В. Г. Грабина, и ОКБ-43 (КБ АУ) под руководством М. Н. Кондакова. В своих мемуарах «Оружие Победы» В. Г. Грабин утверждает, что узнал о заказе на новую пушку лишь в апреле 1938 года, что представляется сомнительным, учитывая его связи в артуправлении. Грабин срочно приступил к проектированию нового орудия, которому он по каким-то соображениям присвоил индекс Ф-22-УСВ, имея в виду, что новое орудие — лишь капитальная модернизация Ф-22 (эту же версию он приводит и в мемуарах). На самом же деле это было совершенно новое орудие, хотя конструктивно оно унаследовало 50 % деталей орудия Ф-22. Новое орудие УСВ получилось на порядок лучше предшественника.
В апреле — мае 1938 года на полигонные испытания вышла пушка Л-12 Кировского завода. Испытания она не выдержала и была отправлена на доработку. В августе того же года Л-12 прошла повторные полигонные испытания, по результатам которых была направлена на войсковые испытания. Пушка НДП ОКБ-43 вышла на полигонные испытания в апреле 1939 года, но не выдержала их. Заводские испытания УСВ были начаты в августе 1938 года, закончены в марте следующего. В марте — апреле 1939 года орудие прошло полигонные испытания.
С 5 июня по 3 июля 1939 года прошли войсковые испытания двух четырёхорудийных батарей пушек Л-12 и УСВ. Обе пушки войсковые испытания выдержали, для серийного производства была рекомендована УСВ как требующая гораздо меньших конструктивных доработок, в частности, у неё реже отмечались отказы полуавтоматики. Отказы полуавтоматических затворов пушек Л-12 во время этих испытаний составили более 40 выстрелов из каждой сотни снарядов что была выпущена из каждой пушки Л-12, при этом Грабинские УСВ за время 6 часовой стрельбы лишь 2 отказа автоматики, когда гильзу в буквальном смысле слова разрывало в каморе.  Основной причиной таких происшествий с орудиями на испытаниях  было то что во время испытаний из орудий велась стрельба боеприпасами французского производства времён Первой Мировой войны, то есть самые новые из этих снарядов были произведены в 1914 году, что дополнительно усугублялось низким качеством латуни из которой были изготовлены гильзы этих боеприпасов, поставляемых в то время Российской Империи.

## Производство
Серийное производство УСВ началось в 1939 году на заводе № 92. В том году было выпущено 140 орудий, в 1940 году — 1 010 единиц. В начале 1941 года УСВ была снята с производства. Это решение объяснялось двумя причинами: во-первых, был полностью выполнен мобилизационный план по дивизионным пушкам (мобилизационный резерв на 1 июня 1941 года составлял 5 730 пушек, в наличии же было 8 513 пушек); во-вторых, планировался переход на дивизионные пушки более крупного калибра (107-мм дивизионная пушка образца 1940 года (М-60) уже была запущена в серийное производство).
С началом войны, согласно мобилизационному плану, производство УСВ было вновь развёрнуто на заводах № 92 и «Баррикады». Согласно Постановлению ГКО № 955сс от 23.11.1941 "О плане производства 45-мм противотанковых пушек и 76-мм дивизионных пушек (УСВ) на декабрь 1941, январь и февраль 1942" заводами № 221 и № 92 в сумме должно было быть произведено в декабре: 1150 шт.,  в январе: 1300 шт., в феврале: 1650 шт. Также, заводу № 92 было разрешено использовать имеющиеся заделы по пушке ЗИС-2 путём наложения на лафеты ЗИС-2 стволов от УСВ в кол-ве не более 1000 шт. Производство УСВ было прекращено в первые месяцы 1942 года по причине принятия на вооружение новой дивизионной пушки ЗИС-3, имеющей ряд преимуществ перед УСВ. Стоит отметить, что вытеснение УСВ из производства происходило постепенно и завод № 92 по инерции продолжал выпуск УСВ и в 1942 году (выпущено 594 орудия), хотя с конца 1941 года на этом заводе уже выпускалась ЗИС-3. Завод в Сталинграде переходить на новую артсистему отказался, в результате производство УСВ на нем продолжалось вплоть до прекращения работы предприятия в связи с приближением к городу немецких войск.
| Производитель      | 1939 | 1940 | 1941  | 1942 | Всего |
| ------------------ | ---- | ---- | ----- | ---- | ----- |
| № 92 (Горький)     | 140  | 1010 | 1066* | 594  | 2810  |
| № 221 (Сталинград) |      |      | 1550  | 5340 | 6890  |
| Всего              | 140  | 1010 | 2616  | 5934 | 9700  |

| Производитель | июль | август | сентябрь | октябрь | ноябрь | декабрь | Всего |
| ------------- | ---- | ------ | -------- | ------- | ------ | ------- | ----- |
| № 92          | 8    | 80     | 209      | 238     | 181    | 350*    | 1066* |
| № 221         |      |        | 100      | 250     | 400    | 800     | 1550  |
| Всего         | 8    | 80     | 309      | 488     | 581    | 800     | 2616  |

*включая некоторое количество пушек ЗИС-3. Есть утверждение, что все 350 орудий выпуска декабря, были в варианте ЗИС-3.

## Организационно-штатная структура
В стрелковой дивизии штата 1939 года имелся лёгкий артиллерийский полк в составе дивизиона 76-мм пушек (три батареи по четыре орудия) и двух смешанных дивизионов (две батареи 122-мм гаубиц и одна батарея 76-мм пушек). Итого в дивизии имелось двадцать 76-мм дивизионных пушек. В июле 1940 года дивизион 76-мм пушек исключается, в дивизии остаётся только восемь пушек. В марте 1942 года добавляется третий дивизион из батареи 76-мм пушек и батареи 122-мм гаубиц, пушек становится двенадцать.
В гвардейских стрелковых дивизиях с декабря 1942 артполк имел три дивизиона по две батареи 76-мм пушек (двадцать четыре орудия). В декабре 1944 года вводится новый штат гвардейских стрелковых дивизий, вводящий артиллерийскую бригаду из трёх артиллерийских полков, в том числе лёгкий артиллерийский (20 орудий). В июне 1945 года на этот штат перевели все стрелковые дивизии.
В стрелковых бригадах с 1939 года также имелось восемь дивизионных орудий, в мотострелковых и механизированных бригадах — двенадцать орудий.
В моторизованной дивизии в 1939—1941 года также имелось восемь дивизионных пушек.
В кавалерийских дивизиях в 1939—1941 имелось также 8 дивизионных пушек, с августа 1941 до лета 1942 года кавалерийские дивизии артиллерии не имели. Летом 1942 в кавдивизиях снова появляется восемь 76-мм дивизионных пушек.
В кавалерийских корпусах со второй половины 1942 года имелся артиллерийский дивизион (двенадцать орудий). В танковых и артиллерийских корпусах 76-мм пушки появились в конце 1944 года (лёгкий артиллерийский полк из 24 орудий).
Также УСВ входили в состав артиллерии резерва Главного Командования (РГК): артиллерийских бригад противотанковой обороны (24 орудия), с 1942 года — 16 орудий (истребительно-противотанковые бригады), лёгких артиллерийских бригад (60—72 орудия), артиллерийских дивизий прорыва (лёгкая бригада из 72 орудий, с 1944 года — из 48 орудий).

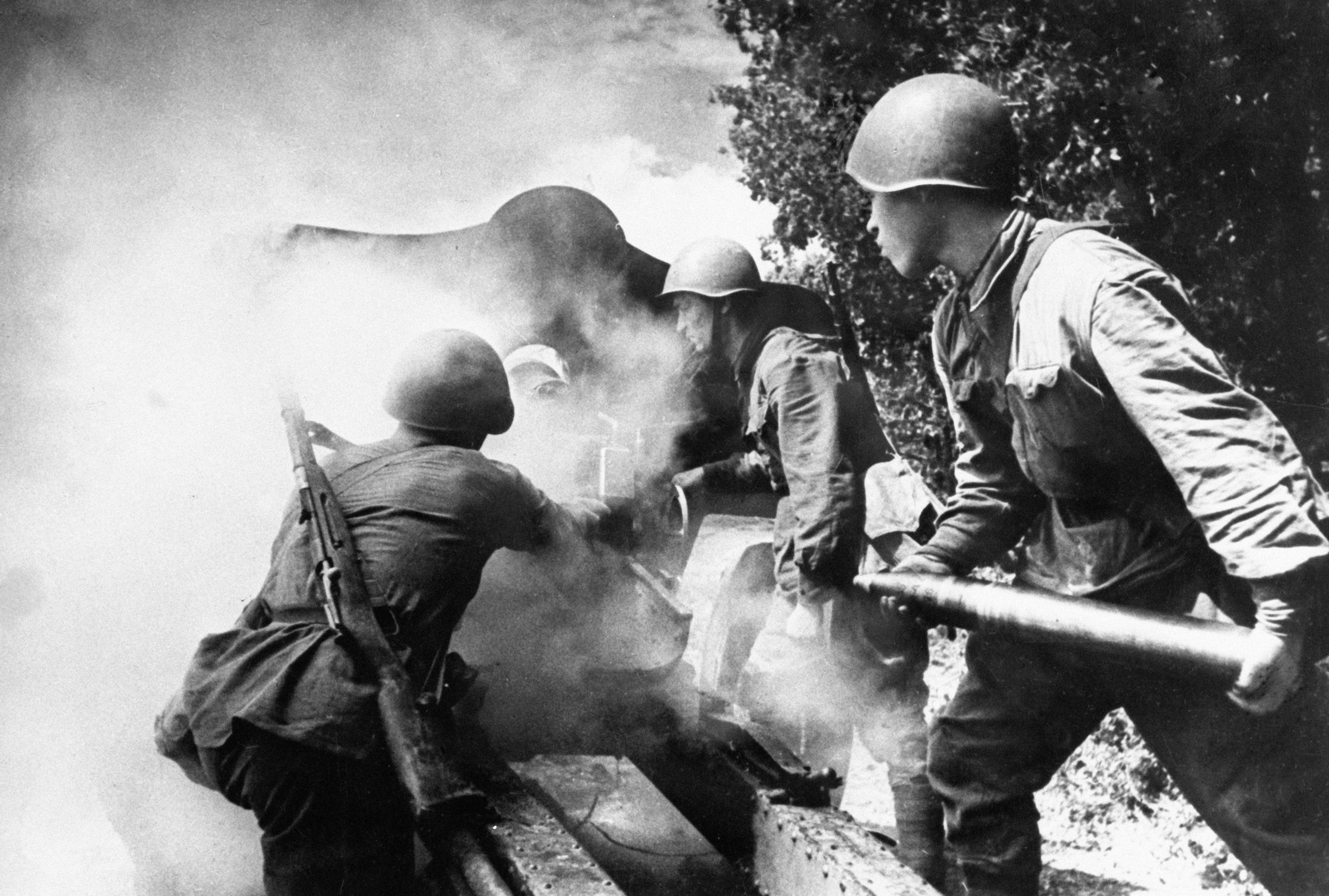
Артиллеристы ведут огонь по врагу из УСВ или ЗИС-22, 1941

## Боевое применение
Вероятно, УСВ участвовала в советско-финской (Зимней) войне. Финский артиллерийский музей г. Хямеэнлинна имеет это орудие в своей экспозиции, однако неясно, было ли оно захвачено в Зимней войне или уже во время Второй мировой войны. Во всяком случае на учёте финской артиллерии к 1 сентября 1944 имелось 9 пушек 76 K 39 (финское обозначение трофейных УСВ).
На 1 января 1941 года на балансе ГАУ состояло 1170 орудий, из которых 22 требовало среднего ремонта и 5 капитального.
На 1 июня 1941 года в РККА имелось 1170 таких пушек. Орудие использовалось как дивизионное и противотанковое. В 1941—1942 годах эти пушки понесли значительные потери, оставшиеся продолжали использоваться до конца войны.

## УСВ за рубежом, переделка в7,62 cm FK 39
В 1941—1942 годах немцы захватили значительное количество пушек УСВ и присвоили им обозначение 7,62 cm F.K.297(r).
Большинство трофейных пушек было переделано немцами в полевые, со стволом по образцу 7,62 cm Pak 36. Модернизированная пушка получила название 7,62 cm FK 39. На орудие был установлен дульный тормоз, была расточена камора под боеприпасы от 7,62 cm Pak 36. Вес пушки составлял, по разным данным, 1500—1610 кг. Точное количество переделанных таким образом орудий неизвестно, поскольку в немецкой статистике они часто объединялись с Pak 36. По некоторым источникам, их было выпущено до 300 шт. Баллистические характеристики пушки также неизвестны, по результатам испытаний трофейного орудия в мае 1943, выпущенный из него бронебойный снаряд пробил 75-мм лобовой лист брони танка КВ под углом 60 градусов на дальности 600 м.
К марту 1944 года немцы всё ещё располагали 359 такими пушками, из них 24 были на Востоке, 295 на Западе, и 40 в Дании.
|  |  |  |  |

## Модификации
- УСВ — довоенный серийный вариант.
- ЗИС-22-УСВ — мобилизационный вариант. Казённик унифицирован с танковой пушкой Ф-34, изменены конструкция ствола и подрессоривание (оно стало пружинным), введён ряд литых деталей с целью повышения технологичности и новый прицел ЗИС-13. В серийное производство этот вариант был запущен 15 июля 1941 года.
- УСВ-БР — вариант, производившийся сталинградским заводом «Баррикады». Отличается иной конструкцией ствола и подрессоривания.

## Оценка проекта
По сравнению с Ф-22 новое орудие УСВ было безусловно более сбалансированным. Однако, созданное в спешке, оно всё ещё несло в себе следы универсализма. Спроектированная под угол возвышения 75° (хотя и уменьшенный затем до 45°), пушка УСВ имела слишком большие габариты, особенно по высоте. Её масса также была достаточно большой, что негативно сказывалось на мобильности орудия. Размещение прицела и механизмов наведения по разные стороны ствола затрудняло использование орудия как противотанкового. Недостатки орудия привели к замене его более удачной и технологичной пушкой ЗИС-3.

## Характеристики и свойства боеприпасов
УСВ могла использовать все боеприпасы российской дивизионной и полковой артиллерии начиная с 1900 года. Кумулятивными снарядами комплектовались главным образом выстрелы полковой артиллерии (до конца 1944 года их применение в дивизионных орудиях было запрещено по причине несовершенства взрывателя и риска разрыва снаряда в стволе). Пробиваемость кумулятивного снаряда — около 70 мм (по другим данным — 100 мм при угле 90° и 60 мм при угле 60°). До 1942 по причине дефицита бронебойных снарядов рекомендовалось при стрельбе по танкам использовать шрапнель, поставленную «на удар».
| Номенклатура боеприпасов                                                                                       |                       |                 |                               |                         |                        |
| Тип | Индекс ГАУ            | Вес снаряда, кг | Вес ВВ, г                     | Начальная скорость, м/с | Дальность табличная, м |
| Калиберные бронебойные снаряды                                                                                 |                       |                 |                               |                         |                        |
| Тупоголовый с баллистическим наконечником трассирующий                                                         | 53-БР-350А            | 6,3             | 155                           | 662                     | 4000                   |
| Тупоголовый с баллистическим наконечником с локализаторами трассирующий                                        | 53-БР-350Б            | 6,5             | 119                           | 655                     | 4000                   |
| Тупоголовый с баллистическим наконечником сплошной трассирующий (БР-350Б сплошной)                             | 53-БР-350СП           | 6,5             | нет                           | 655                     | 4000                   |
| Подкалиберные бронебойные снаряды                                                                              |                       |                 |                               |                         |                        |
| «Катушечного» типа (принят на вооружение в апреле 1943)                                                        | 53-БР-354П            | 3,02            | нет                           | 950                     | 500                    |
| Кумулятивные снаряды                                                                                           |                       |                 |                               |                         |                        |
| Сталистого чугуна вращающийся (в войсках с мая 1943 — для полковых орудий, с конца 1944 — для дивизионных)     | 53-БП-350А            | 5,28            | 623                           | 355                     | 500                    |
| Осколочно-фугасные снаряды                                                                                     |                       |                 |                               |                         |                        |
| Стальная дальнобойная граната                                                                                  | 53-ОФ-350             | 6,2             | 710                           | 680                     | 13 290                 |
| Сталистого чугуна осколочная дальнобойная граната                                                              | 53-О-350А             | 6,21            | 540                           | 680                     | 10 000                 |
| Осколочно-фугасный                                                                                             | 53-ОФ-350В            | 6,2             | ?                             | ?                       | ?                      |
| Осколочно-фугасный мелкосерийный                                                                               | 53-ОФ-363             | 7,1             | ?                             | ?                       | ?                      |
| Фугасная стальная старая русская граната                                                                       | 53-Ф-354              | 6,41            | 785                           | 640                     | 9170                   |
| Фугасная стальная старая русская граната                                                                       | 53-Ф-354М             | 6,1             | 815                           | ?                       | ?                      |
| Фугасная стальная старая французская граната                                                                   | 53-Ф-354Ф             | 6,41            | 785                           | 640                     | 9170                   |
| Шрапнель |                       |                 |                               |                         |                        |
| Шрапнель с трубкой 22 сек. или Д                                                                               | 53-Ш-354              | 6,5             | 85 (260 пуль)                 | 624                     | 6000                   |
| Шрапнель с трубкой Т-6                                                                                         | 53-Ш-354Т             | 6,66            | 85 (250 пуль)                 | 618                     | 8600                   |
| Шрапнель Гартца с накидками                                                                                    | 53-Ш-354Г             | 6,58            | 85                            | ?                       | ?                      |
| Стержневая шрапнель (снаряд от зенитной пушки 3-К обр. 1931 г. со снятым или сточенным нижним ведущим пояском) | 53-Ш-361              | 6,61            | нет                           | 666                     | 8400                   |
| Картечь |                       |                 |                               |                         |                        |
| Картечь | 53-Ш-350              | ?               | 549 пуль                      | ?                       | 200                    |
| Дымовые снаряды                                                                                                |                       |                 |                               |                         |                        |
| Дымовой дальнобойный стальной                                                                                  | 53-Д-350              | 6,45            | 80 тротил + 505 жёлтый фосфор | ?                       | ?                      |
| Дымовой сталистого чугуна                                                                                      | 53-Д-350А             | 6,45            | 66 тротил + 380 жёлтый фосфор | ?                       | ?                      |
| Зажигательные снаряды                                                                                          |                       |                 |                               |                         |                        |
| Зажигательный дальнобойный стальной                                                                            | 53-З-350              | 6,24            | 240                           | 679                     | 9400                   |
| Зажигательный                                                                                                  | 53-З-354 (черт. 3890) | 6,5 (6,66)      | 240                           | 624                     | 6200                   |
| Зажигательный Погребнякова — Стефановича                                                                       | 53-З-354              | 4,65            | 240                           | 680                     | 5600                   |
| Осколочно-химические снаряды                                                                                   |                       |                 |                               |                         |                        |
| Осколочно-химический снаряд                                                                                    | 53-ОХ-350             | 6,25            | ?                             | 680                     | 13 000                 |

| Таблица бронепробиваемости для 76-мм дивизионной пушки обр. 1939 г. (УСВ) |                          |                          |
| Тупоголовый калиберный бронебойный снаряд 53-БР-350А |                          |                          |
| Дальность, м | При угле встречи 60°, мм | При угле встречи 90°, мм |
| 100 | 65                       | 80                       |
| 300 | 60                       | 75                       |
| 500 | 55                       | 70                       |
| 1000 | 50                       | 60                       |
| 1500 | 45                       | 50                       |
| Подкалиберный снаряд 53-БР-354П |                          |                          |
| Дальность, м | При угле встречи 60°, мм | При угле встречи 90°, мм |
| 100 | 95                       | 120                      |
| 300 | 85                       | 105                      |
| 500 | 75                       | 90                       |
| Приведённые данные относятся к советской методике измерения пробивной способности. Следует помнить, что показатели бронепробиваемости могут заметно различаться при использовании различных партий снарядов и различной по технологии изготовления брони. |                          |                          |